# Phaestacoenitus bidentator
Phaestacoenitus bidentator är en stekelart som beskrevs av Aubert 1979. Phaestacoenitus bidentator ingår i släktet Phaestacoenitus och familjen brokparasitsteklar. Inga underarter finns listade i Catalogue of Life.